# Pro Football Hall of Fame Game

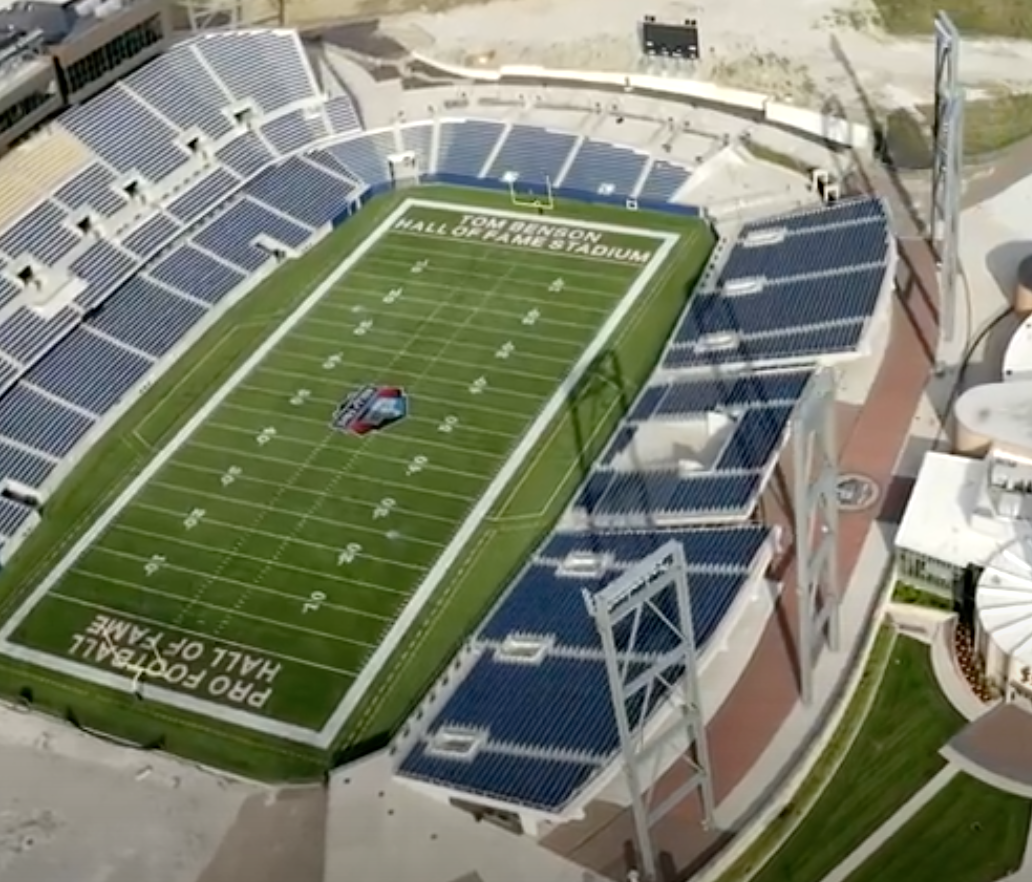
Das Tom Benson Hall of Fame Stadium (2020)

Das Pro Football Hall of Fame Game ist ein seit 1962 stattfindendes Spiel der Preseason der National Football League (NFL). Es wird, bis auf wenige Ausnahmen, jährlich im Tom Benson Hall of Fame Stadium, im Rahmen der Neuaufnahmen in die Pro Football Hall of Fame, in Canton, Ohio, veranstaltet.

## Liste der Spiele
| Datum         | Heim                 | Gast                 | Ergebnis | Bemerkungen |
| ------------- | -------------------- | -------------------- | -------- | --- |
| 11. Aug. 1962 | St. Louis Cardinals  | New York Giants      | 21:21    | |
| 8. Sep. 1963  | Pittsburgh Steelers  | Cleveland Browns     | 16:07    | |
| 6. Sep. 1964  | Pittsburgh Steelers  | Baltimore Colts      | 17:48    | |
| 12. Sep. 1965 | Washington Redskins  | Detroit Lions        | 20:03    | |
| 1966          |                      |                      |          | Wegen den Fusionsverhandlungen zwischen der AFL und der NFL wurde die Preseason zu spät geplant und es fand kein Spiel statt. |
| 5. Aug. 1967  | Philadelphia Eagles  | Cleveland Browns     | 28:13    | |
| 3. Aug. 1968  | Chicago Bears        | Dallas Cowboys       | 30:24    | |
| 13. Sep. 1969 | Atlanta Falcons      | Green Bay Packers    | 24:38    | |
| 8. Aug. 1970  | Minnesota Vikings    | New Orleans Saints   | 13:14    | |
| 31. Juli 1971 | Los Angeles Rams     | Houston Oilers       | 17:06    | |
| 29. Juli 1972 | New York Giants      | Kansas City Chiefs   | 17:23    | |
| 28. Juli 1973 | New England Patriots | San Francisco 49ers  | 07:20    | |
| 27. Juli 1974 | St. Louis Cardinals  | Buffalo Bills        | 21:13    | |
| 2. Aug. 1975  | Cincinnati Bengals   | Washington Redskins  | 09:17    | |
| 24. Juli 1976 | Detroit Lions        | Denver Broncos       | 07:10    | |
| 30. Juli 1977 | New York Jets        | Chicago Bears        | 06:20    | |
| 29. Juli 1978 | Philadelphia Eagles  | Miami Dolphins       | 17:03    | |
| 28. Juli 1979 | Oakland Raiders      | Dallas Cowboys       | 20:13    | |
| 2. Aug. 1980  | Green Bay Packers    | San Diego Chargers   | 00:0     | Das Spiel wurde wegen schweren Sturms abgebrochen.                                                                            |
| 1. Aug. 1981  | Cleveland Browns     | Atlanta Falcons      | 24:10    | |
| 7. Aug. 1982  | Minnesota Vikings    | Baltimore Colts      | 30:14    | |
| 30. Juli 1983 | Pittsburgh Steelers  | New Orleans Saints   | 27:14    | |
| 28. Juli 1984 | Tampa Bay Buccaneers | Seattle Seahawks     | 00:38    | |
| 3. Aug. 1985  | Houston Oilers       | New York Giants      | 20:21    | |
| 2. Aug. 1986  | St. Louis Cardinals  | New England Patriots | 16:21    | |
| 8. Aug. 1987  | Kansas City Chiefs   | San Francisco 49ers  | 07:20    | |
| 30. Juli 1988 | Los Angeles Rams     | Cincinnati Bengals   | 07:14    | |
| 5. Aug. 1989  | Buffalo Bills        | Washington Redskins  | 06:31    | |
| 4. Aug. 1990  | Chicago Bears        | Cleveland Browns     | 13:0     | |
| 27. Juli 1991 | Denver Broncos       | Detroit Lions        | 03:14    | |
| 1. Aug. 1992  | Philadelphia Eagles  | New York Jets        | 14:41    | |
| 31. Juli 1993 | Los Angeles Raiders  | Green Bay Packers    | 19:03    | |
| 30. Juli 1994 | Atlanta Falcons      | San Diego Chargers   | 21:17    | |
| 29. Juli 1995 | Jacksonville Jaguars | Carolina Panthers    | 14:20    | |
| 27. Juli 1996 | New Orleans Saints   | Indianapolis Colts   | 03:10    | |
| 26. Juli 1997 | Seattle Seahawks     | Minnesota Vikings    | 26:28    | |
| 1. Aug. 1998  | Tampa Bay Buccaneers | Pittsburgh Steelers  | 30:06    | |
| 9. Aug. 1999  | Cleveland Browns     | Dallas Cowboys       | 20:17    | |
| 31. Juli 2000 | San Francisco 49ers  | New England Patriots | 00:20    | |
| 6. Aug. 2001  | Miami Dolphins       | St. Louis Rams       | 10:17    | |
| 5. Aug. 2002  | New York Giants      | Houston Texans       | 34:17    | |
| 4. Aug. 2003  | Kansas City Chiefs   | Green Bay Packers    | 09:0     | Das Spiel wurde im dritten Viertel wegen starkem Gewitter und Regens abgebrochen.                                             |
| 9. Aug. 2004  | Washington Redskins  | Denver Broncos       | 20:17    | |
| 8. Aug. 2005  | Miami Dolphins       | Chicago Bears        | 24:27    | |
| 6. Aug. 2006  | Philadelphia Eagles  | Oakland Raiders      | 10:16    | |
| 5. Aug. 2007  | Pittsburgh Steelers  | New Orleans Saints   | 20:07    | |
| 3. Aug. 2008  | Washington Redskins  | Indianapolis Colts   | 30:16    | |
| 9. Aug. 2009  | Tennessee Titans     | Buffalo Bills        | 21:18    | |
| 8. Aug. 2010  | Cincinnati Bengals   | Dallas Cowboys       | 07:16    | |
| 7. Aug. 2011  | Chicago Bears        | St. Louis Rams       | —        | Wegen des Lockout in der Saison 2011 abgesagt.                                                                                |
| 5. Aug. 2012  | New Orleans Saints   | Arizona Cardinals    | 17:10    | |
| 4. Aug. 2013  | Dallas Cowboys       | Miami Dolphins       | 24:20    | |
| 3. Aug. 2014  | Buffalo Bills        | New York Giants      | 13:17    | |
| 9. Aug. 2015  | Minnesota Vikings    | Pittsburgh Steelers  | 14:03    | |
| 7. Aug. 2016  | Indianapolis Colts   | Green Bay Packers    | —        | Wegen Unbespielbarkeit des Platzes abgesagt.                                                                                  |
| 3. Aug. 2017  | Dallas Cowboys       | Arizona Cardinals    | 20:18    | |
| 2. Aug. 2018  | Baltimore Ravens     | Chicago Bears        | 17:16    | |
| 1. Aug. 2019  | Atlanta Falcons      | Denver Broncos       | 10:14    | |
| 6. Aug. 2020  | Dallas Cowboys       | Pittsburgh Steelers  | —        | Wegen der COVID-19-Pandemie 2020 abgesagt und für 2021 neu angesetzt.                                                         |
| 5. Aug. 2021  | Dallas Cowboys       | Pittsburgh Steelers  | 03:16    | Wegen der COVID-19-Pandemie 2020 abgesagt und für 2021 neu angesetzt.                                                         |
| 5. Aug. 2022  | Jacksonville Jaguars | Las Vegas Raiders    | 11:27    | |
| 3. Aug. 2023  | Cleveland Browns     | New York Jets        | 21:16    | |
| 1. Aug. 2024  | Chicago Bears        | Houston Texans       | 21:17    | Das Spiel wurde aufgrund eines Unwetters nach dem 3. Viertel abgebrochen.                                                     |